# El Inglés (Bogotá)
El Inglés es uno de los barrios reconocidos y populares del sur de Bogotá. Se encuentra ubicado dentro de la localidad Rafael Uribe Uribe y pertenece a la UPZ Quiroga.

## Límites
- Norte: Barrios Matatigres y Villa Mayor Occidental (Carrera 33 - Calle 41 sur - Calle 29)
- Sur: Quiroga y Santa Lucía (Carrera 25)
- Oriente: Bravo Páez (Calle y Diagonal 36 sur)
- Occidente: Claret (Calle 42 sur)

## Historia
El actual barrio se encuentra en lo que hasta 1940 fueron los predios de la Hacienda Santa Lucía. El barrio Inglés fue trazado por el arquitecto y urbanista Karl Brunner como parte del plan para la expansión de Bogotá realizado durante el gobierno de Alfonso López Pumarejo. El servicio de transporte fue establecido en 1947 por mediación de la primera dama de la época, Bertha Hernández de Ospina.

## Lugares de Interés

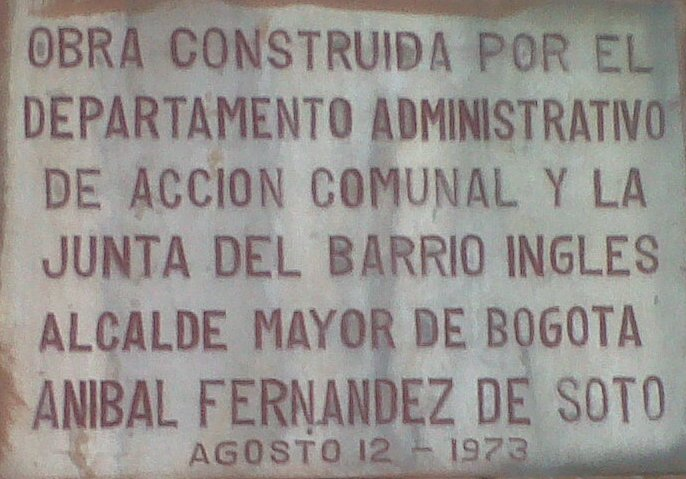
Sello del Salón Comunal

- Glorieta de la Virgen, que marca el centro del barrio.
- Plaza de Mercado: Fundado en 1964. En la actualidad la plaza de mercado cuenta con 25 puestos de venta de diferente legumbres, vegetales, carnes entre otros.

- Salón Comunal: Fundado en 1973. Era utilizado en un principio como centro de reuniones sociales, en la actualidad es un lugar de encuentro para jóvenes y personas las cuales forman parte de las diferentes actividades culturales de danza música y pintura.

- Cementerio Hebreo: Fundado en 1929, lugar de sepultura de los judíos residentes en Bogotá, declarado monumento nacional  en 1998.[2] y conocido en el barrio como el Cementerio de los polacos.

## Accesos y vías

### Servicio de alimentadores
El Sistema masivo TransMilenio provee el:
- Inglés, cuyos paraderos se encuentran en la cabecera del barrio procedente de la Estación Calle 40 Sur.